# Molezon
Molezon is een gemeente in het Franse departement Lozère (regio Occitanie) en telt 99 inwoners (2009). De plaats maakt deel uit van het arrondissement Florac.

## Geografie
De oppervlakte van Molezon bedraagt 15,8 km², de bevolkingsdichtheid is dus 6,3 inwoners per km².
De onderstaande kaart toont de ligging van Molezon met de belangrijkste infrastructuur en aangrenzende gemeenten.

## Demografie
Onderstaande figuur toont het verloop van het inwonertal (bron: INSEE-tellingen).